# Soultzbach-les-Bains
Soultzbach-les-Bains é uma comuna francesa na região administrativa de Grande Leste, no departamento Alto Reno. Estende-se por uma área de 7,08 km². Em 2010 a comuna tinha 752 habitantes (densidade: 106,2 hab./km²).